# Kontrowersyjna terapia
Kontrowersyjna terapia (ang. Shock to the System) – kanadyjski thriller telewizyjny w reżyserii Rona Olivera z 2006 roku, powstały na kanwie powieści Richarda Stevensona. Sequel filmu Obnażyć prawdę.
Zanim film odnotował swoją premierę w stacji here!, został zaprezentowany podczas Festiwalu Filmowego Outfest w roku 2006.

## Opis fabuły
Jako partia cyklu filmów gejowskiej stacji telewizyjnej here! pt. The Donald Strachey Mysteries, film Kontrowersyjna terapia skupia się na losach homoseksualnego detektywa Donalda Stracheya, kreowanego przez Chada Allena. W tej części serii Strachey, trudząc się śledztwem w sprawie tajemniczej śmierci młodego chłopaka, trafia na trop fundacji organizującej terapie konwersyjne.

## Obsada
| Aktor                  | Rola                  |
| ---------------------- | --------------------- |
| Chad Allen             | Donald Strachey       |
| Sebastian Spence       | Timmy Callahan        |
| Michael Woods          | dr Trevor Cornell     |
| Daryl Shuttleworth     | detektyw „Bub” Bailey |
| Morgan Fairchild       | Phyllis Hale          |
| Anne Marie DeLuise     | Lynn Cornell          |
| Rikki Gagne            | Katey Simmons         |
| Stephen Huszar         | Grey                  |
| Nelson Wong            | Kenny Kwon            |
| Ryan Kennedy           | Walter                |
| Jeffrey Bowyer-Chapman | Levon                 |
| Shawn Roberts          | Larry Phelps          |
| Gerry Morton           | Jefferson Lewis       |
| Morgan Brayton         | Hannah                |
| Leanne Adachi          | dr Sung               |
| Jared Keeso            | Paul Hale             |
| Shawn Reis             | detektyw Stenski      |
| Robert Kaiser          | Tobias                |
| Giles Panton           | barman                |
| Levi James             | Clark                 |
| Dany Papineau          | Kyle                  |
| Darrin Maharaj         | dziennikarz           |
| Sibel Thrasher         | Lounge Singer         |
| Joshua Dave Tynchuh    | nagi facet 1          |
| Jon Johnson            | nagi facet 2          |